# Tetsujin (Tekken)
Tetsujin (鉄人, iron man) je jedan od likova u serijalu videoigara Tekken. Prvi put se pojavio u Tekken Tag Tournamentu gdje se pojavljuje kao srebrna verzija Mokujina. Kada se bori čuju se metalni zvukovi koji dokazuju da je izrađen od metala. Tetsujin se također pojavljuje u Tekkenu 5 i Tekkenu 5: Dark Resurrection kao lutka za vježbu u modu Practice.

## Uvod
Tetsujin se prvi put pojavio u Tekken Tag Tournamentu kao lik kojeg treba otključati. Nije se pojavljivao u niti jednom nastavku kasnije kao borac. Tetsujin je metalik verzija Mokujina, te isto kao on nema svoj stil borbe. Umjesto vlastitog stila borbe, glumi druge likove i koristi njihove stilove. Tetsujinov stil borbe se mijenja svaku rundu. Za razliku od Mokujina, ne postoji ženska verzija Tetsujina.

## Vanjske poveznice
- Tetsujin - Tekkenpedia  Arhivirana inačica izvorne stranice od 17. kolovoza 2012. (Wayback Machine)
- Tetsujin - Tekken Wiki